# 蔡崇輝
蔡崇輝（Johnny Choi Sung Fai），香港電影攝影師、監製及導演。香港專業電影攝影師學會（HKSC）會員。

## 生平
1987年入行擔任攝影助理，1996年開始擔任攝影，2005年開始參與中國內地合資拍攝。蔡崇輝與徐克導演多次合作，被喻為徐克御用3D攝影師，並曾與周星馳、李安、王晶、陳凱歌、陳可辛、程小東等多位電影導演有過合作，其中包括《無極》、《如果·愛》、《神話》、《七劍》、《狄仁傑之神都龍王》、《智取威虎山》、《美人魚》等拍攝作品。
2011年拍攝中國首部3D武俠電影《龍門飛甲》，獲得第31屆香港電影金像獎最佳攝影獎提名、第11屆長春電影節最佳攝影獎獲獎。2016年拍攝《智取威虎山》，獲得第35屆香港電影金像獎最佳攝影獎提名、第30屆中國電影金雞獎最佳攝影獎提名。2017年拍攝《西遊伏妖篇》，獲得香港專業電影攝影師學會最傑出攝影獎。2018年拍攝《狄仁傑之四大天王》，獲得第38屆香港電影金像獎最佳攝影獎提名。
2021年蔡崇輝首次擔當導演，參與執導中國主旋律電影《司徒美堂》。

## 作品

### 攝影作品

#### 1990年代
- 超級無敵追女仔2之狗仔雄心
- 夜半無人屍語時
- 強姦2制服誘惑
- 愛在娛樂圈的日子
- 強姦3OL誘惑
- 原始武器
- 陽光警察
- 生死拳速

#### 2000年代
- 提防老千
- 小心眼
- 人在江湖
- 阿飛
- 矮仔多情
- 旺角監獄
- 美麗密令
- 龍門飛甲
- 情謎
- 西游降魔篇
- 狄仁傑之神都龍王
- 智取威虎山
- 美人魚
- 以青春的名義 （兼執行監製）
- 西遊伏妖篇
- 狄仁傑之四大天王

### 監製
- 幸運是我 （執行監製）

## 外部連結
- 蔡崇輝在香港影庫上的簡介
- 蔡崇輝在互联网电影资料库（IMDb）上的資料（英文）
- 蔡崇輝在爛番茄上的頁面（英文）